# Montfaucon (Aisne)
Montfaucon település Franciaországban, Aisne megyében. Lakosainak száma 208 fő (2022. január 1.). Montfaucon La Chapelle-sur-Chézy, Essises, Nesles-la-Montagne, Rozoy-Bellevalle, Viels-Maisons és Viffort községekkel határos.

## Népesség
A település népességének változása:
| Lakosok száma | 161  | 135  | 163  | 171  | 202  | 202  | 203  | 206  | 207  | 208  |
|               | 1968 | 1982 | 1990 | 2006 | 2013 | 2015 | 2017 | 2019 | 2020 | 2022 |